# Pediocactus bradyi
Pediocactus bradyi är en kaktusväxtart som beskrevs av L.D.Benson. Pediocactus bradyi ingår i släktet Pediocactus och familjen kaktusväxter. Inga underarter finns listade i Catalogue of Life.

## Bildgalleri

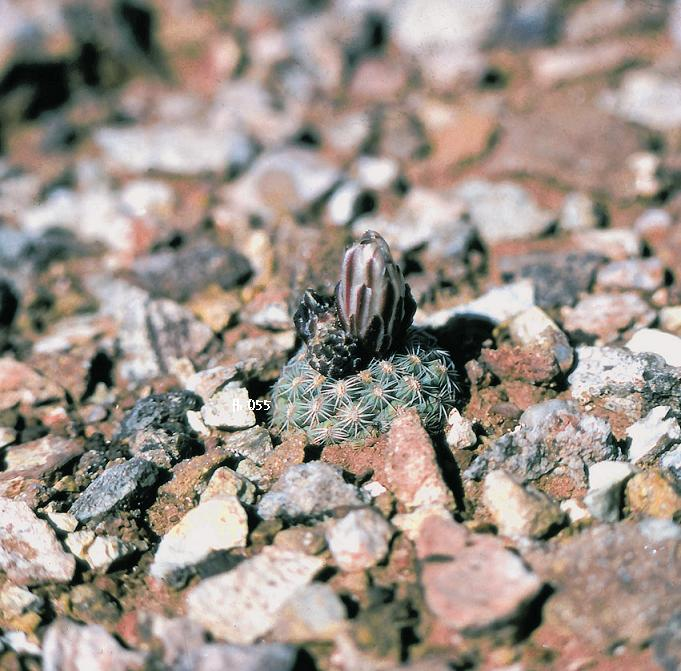
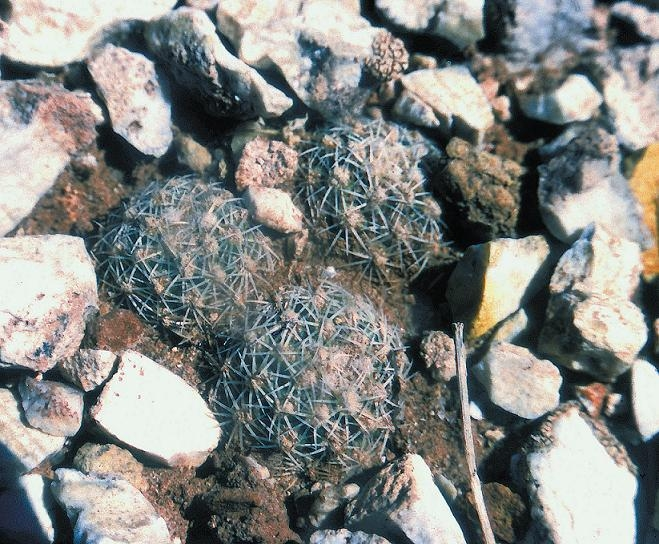
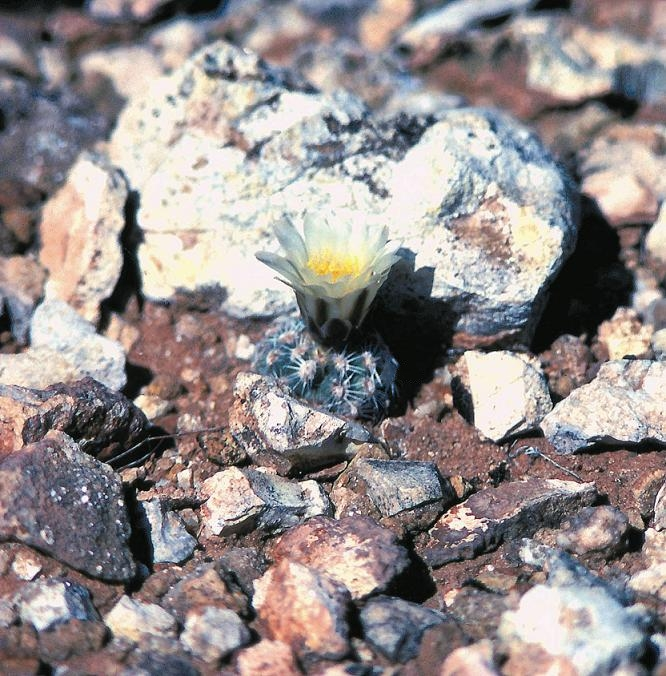
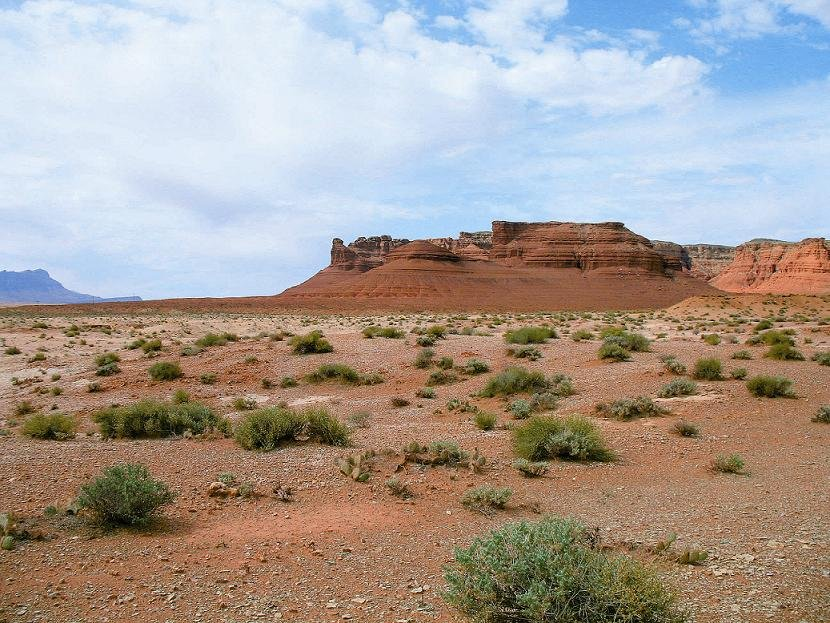
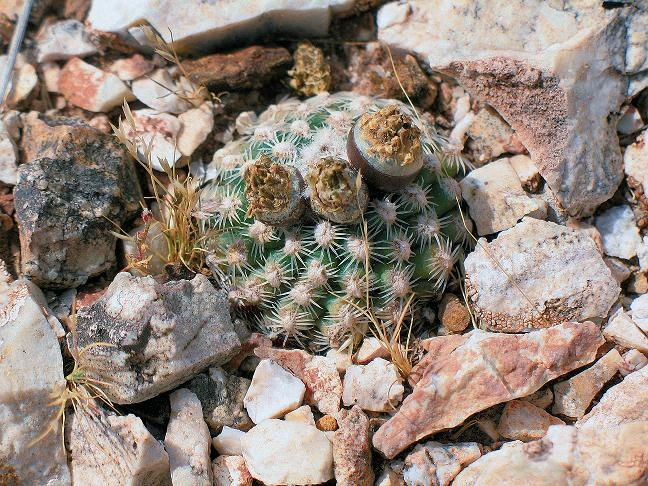
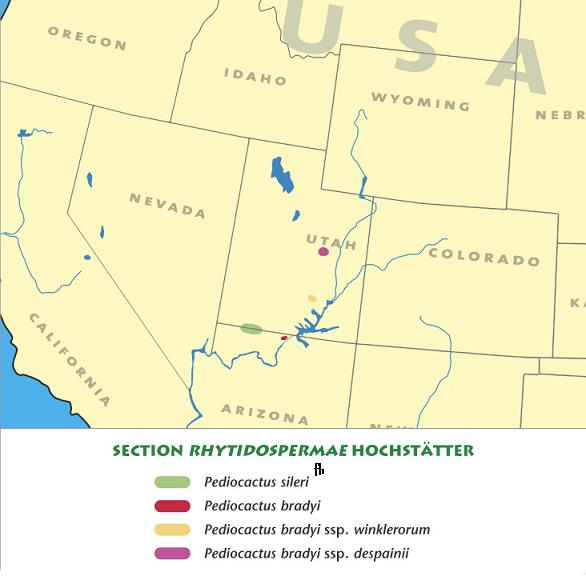